# Мои герои всегда были ковбоями
«Мои герои всегда были ковбоями» (англ. My Heroes Have Always Been Cowboys) — драматический вестерн 1991 года.
В 1992 году Гетти Балтазар за роль Джада номинировался в категории «Лучший молодой актёр» на кинопремию «Молодой актёр» в Лос-Анджелесе, США.

## Сюжет
Потерпев поражение на родео, главный герой фильма — Далтон, после долгого отсутствия возвращается домой. За прошедшее время многое изменилось — семейная ферма оказалась заброшенной, любовь детства — Джоли, оказывается овдовевшей матерью, а сестра Далтона — Шерил, отправила их отца в дом для престарелых. Далтон забирает отца и возвращается вместе с ним на ферму, чтобы забыть про родео и начать новую жизнь, однако обстоятельства заставляют его вернуться к прежнему занятию.

## В ролях
| Актёр               | Роль                       |
| ------------------- | -------------------------- |
| Скотт Гленн         | Далтон                     |
| Кейт Кэпшоу         | Джоли                      |
| Балтазар Гетти      | Джад                       |
| Бен Джонсон         | Джесси Далтон              |
| Гэри Бьюзи          | Клинт Хорнби               |
| Тесс Харпер         | Шерил                      |
| Микки Руни          | Джунион                    |
| Кларенс Уильямс III | заместитель шерифа Вирджил |